# 扬子江路站
扬子江路站位于中华人民共和国安徽省合肥市包河区上海路与扬子江路交叉口地下，是合肥轨道交通5号线的地铁车站。

## 车站结构
扬子江路站位于上海路与扬子江路交叉口，沿上海路东侧规划绿化带南北向布置，车站为地下两层单柱双跨岛式车站，站台宽度11m。